# Eumelea biflavata
Eumelea biflavata är en fjärilsart som beskrevs av W. Warren 1896. Eumelea biflavata ingår i släktet Eumelea och familjen mätare. Inga underarter finns listade i Catalogue of Life.